# VideoLan VideoConference
 (février 2021).
Si vous disposez d'ouvrages ou d'articles de référence ou si vous connaissez des sites web de qualité traitant du thème abordé ici, merci de compléter l'article en donnant les références utiles à sa vérifiabilité et en les liant à la section « Notes et références ».
VideoLan VideoConference (VLVC) est une extension du lecteur multimédia VLC media player abandonnée depuis 2008. Il est distribué sous GPL version 2.
Il permet de faire de la vidéoconférence, c'est-à-dire de mettre en contact visuel et audio de 2 à 10 personnes à distance, via un ordinateur équipé d'une webcam et d'un micro. Ce logiciel est gratuit et fonctionne sur Windows, Linux.

## Les modes
VLVC supporte quatre types différents de vidéoconférence, permettant ainsi de couvrir une grande partie des différentes utilisations possible de ce service. 
- Mode salle de discussion : tous les utilisateurs ont la possibilité d'entendre et de voir tous les autres participants et ont la possibilité d'intervenir lorsqu'ils le souhaitent.
- Mode conférence : ce mode comprend un administrateur, en l'occurrence le serveur, qui diffuse ses flux de sons et d'images aux autres participants.
- Mode amphithéâtre : il s'agit d'une version avancée du mode conférence qui permet la prise de parole d'un seul utilisateur, autorisée par l'administrateur (serveur).
- Mode réunion : il diffère du mode amphithéâtre par la gestion de prise de parole. En effet, l'administrateur peut autoriser plusieurs intervenants à la fois.

## L'équipe
Démarré en 2003 par un groupe d'étudiants d'Epitech, le projet a été repris puis abandonné depuis 2008. 